# Ford Explorer EV
Viitorul SUV electric Ford bazat pe platforma MEB va debuta pe 21 martie 2023.
Ford of Europe a arătat fotografii teaser ale așa-numitului „sport crossover” de multe ori înainte de debutul său oficial.